# 森君夫
森 君夫（もり きみお、1964年〈昭和39年〉3月18日 - ）は、日本の実業家。九州朝日放送株式会社代表取締役社長、KBCグループホールディングス株式会社代表取締役。

## 来歴
福岡県出身。福岡県立福岡高等学校を経て、早稲田大学教育学部卒業。1987年（昭和62年）4月、九州朝日放送株式会社に入社。入社後、編成部長やテレビ営業局長などを務め、2016年（平成28年）6月から役員待遇を受け、取締役、常務取締役などを歴任。また、2001年（平成13年）1月より福岡青年会議所に仮入会し、2004年（平成16年）12月に卒業するまでの約4年間、青年会議所で活動した。青年会議所では、第59回国際青年会議所世界会議福岡大会や福岡青年会議所の50周年事業を担当した。
2022年（令和4年）6月28日、九州朝日放送株式会社専務取締役に就任。
2023年（令和5年）4月1日、九州朝日放送株式会社代表取締役社長に就任。また、同日付でKBCグループホールディングス代表取締役に就任。

## 年譜
- 1987年（昭和62年）4月 - 九州朝日放送株式会社入社[2]
- 1997年（平成9年）4月 - 同社東京支社テレビ営業部副部長[5]
- 2004年（平成16年）7月 - 同社編成局テレビ編成部長[5]
- 2007年（平成19年）4月 - 同社東京支社テレビ営業部長[5]
- 2010年（平成22年）4月 - 同社東京支社次長兼テレビ営業部長[5]
- 2013年（平成25年）4月 - 同社テレビ営業局長[5]
- 2017年（平成29年）
  - 4月 - 同社役員待遇テレビ営業[5]
  - 6月 - 同社取締役テレビ営業担当[5]
- 2018年（平成30年）4月 - 同社取締役総合編成ラジオ担当総合編成局長委嘱[5]
- 2020年（令和2年）
  - 4月 - 同社取締役営業統括総合編成ラジオ担当[5]
  - 6月 - 同社常務取締役営業統括総合編成ラジオ担当[5]
- 2021年（令和3年）6月 - 同社常務取締役メディアビジネス労務統括兼支社担当[5]
- 2022年（令和4年）6月 - 同社専務取締役[5]
- 2023年（令和5年）
  - 4月 - 九州朝日放送株式会社代表取締役社長[1][6]
  - 4月 - KBCグループホールディングス株式会社代表取締役[7]